# Tomoyuki Shimura
Tomoyuki Shimura (志村 知幸 Shimura Tomoyuki, 12 de diciembre de 1963, Hitachi, Prefectura de Ibaraki) es un seiyū japonés. Ha participado en series como Bakuman, Darker than black y Smile PreCure!, entre otras. Está afiliado a Ken Production.

## Roles Interpretados

### Series de Anime
1996
- Detective Conan como Gakumichi Oume (eps 632-633).

1997
- Pokémon como el Padre de Himeka (ep 198) y Jirō (ep 166).

2001
- Galaxy Angel como Kirk.
- Hellsing como Gareth (ep 3).
- Offside como Kantoku Arimoto.
- PaRappa the Rapper como el Sr. Bobujii (eps 22, 26).
- Star Ocean EX como Ururun.

2002
- Digimon Frontier como Trailmon.
- GetBackers como Ryūdo Hishiki (ep 34), Shakuryū (eps 29-32) y Toshizō Tatsukawa (ep 2).
- Naruto como Kurobachi Kamizuru y Yajirobee (ep 1).
- Panyo Panyo Di Gi Charat como Hollick.
- Saikano como Gorō (ep 11).

2003
- Dear Boys como Gen Yakushimaru.
- F-Zero Falcon Densetsu como Michael Chain.
- FireStorm como Wesley Grant.
- Fullmetal Alchemist como Heymans Breda.
- Gunparade March: Aratanaru Kougunka como Ginga Kurusu.
- Matantei Loki Ragnarok como Masumi Niiyama.
- Nanaka 6/17 como Jinpachi Arashiyama.
- Sakigake!! Cromartie Kōkō como Kiichi Fujimoto, Masa y Yocchan (ep 22).
- Scrapped Princess como Yuhma Cassul.
- Texhnolyze como Maru.
- Uchū no Stellvia como Ben (ep 6).
- Zatch Bell! como Zwei (ep 57).

2004
- Bleach como Yoko-chini.
- Burst Angel como Ryoto (eps 3-4).
- Dan Doh!! como Yokota Kengo.
- Gankutsuō como el General d'Epinay.
- Ginga Tetsudo 999 Gaiden como Bob (eps 7-13).
- Ghost in the Shell: S.A.C. 2nd GIG como Minimi (ep 14).
- Hikari to Mizu no Daphne como Ryōsuke Takahashi.
- Kurau: Phantom Memory como Dag y Doug.
- Rockman.EXE Stream como Cloudman.
- School Rumble como Noboru Tennōji.
- Yakitate!! Japan como Aoyagi (eps 61-62).

2005
- Full Metal Panic? Fumoffu como Takigawa.
- Guyver como ZX-Tole.
- Immortal Grand Prix 2 como Demma.
- MÄR como Gaira, Orco y Yazawa-sensei (ep 1).
- Starship Operators como Hopkins (ep 12) y Peter Spikes.
- Transformers Cybertron como Guardshell.

2006
- Air Gear como Gonzo.
- D.Gray-man como Barba (eps 29-30).
- Garasu no Kantai como Vincent Sforza.
- Gintama como Unkei (ep 33).
- Jyū Ō Sei como Yūki.
- Kekkaishi como Ittousei (ep 50) y Kurosu-Sensei.
- Kemonozume como Susuri (ep 8) y Tanigawa (ep 6).
- Mega Man Star Force como Heiji Goyoda.
- ProjectBLUE Chikyū SOS como Tracy Jr. (ep 3).
- Pumpkin Scissors como Connery, Lord Malvin (ep 3) y Wantz (ep 5).
- School Rumble - Ni Gakki como Noboru Tennōji.
- Sumomo mo Momo mo como Daigorō Nittai.
- Tokyo Tribe 2 como Shiro y Yukke (ep 8).
- Yomigaeru Sora - RESCUE WINGS como Takashi Kosaka.
- Zero no Tsukaima como Ward (eps 10-13).

2007
- Darker than black como Yūsuke Saitō.
- Devil May Cry: The Animated Series como Claud (ep 7).
- Hayate no Gotoku! como Enkyō Tachibana y Santa.
- Majin Tantei Nōgami Neuro como el Inspector Hideyasu (ep 15).
- Mokke como Yamamoto (ep 20).
- Naruto Shippūden como Jako (ep 194) y Kakkō.
- Raideen como Jarasca (9 episodios) y el Comandante Uemura (13 episodes).
- Ryūsei no Rockman Tribe como Heiji Goyoda.
- Wangan Midnight como Kazuhiko Yamamoto.

2008
- Battle Spirits: Shōnen Toppa Bashin como el Rey Uchūchōten y Papa Navi.
- Druaga no Tō ~the Aegis of URUK~ como Marf.
- Hokuto no Ken - Raoh Gaiden: Ten no Hao como Jirai (ep 1).
- Kurogane no Linebarrels como Dimitri Magarov.
- La espada del inmortal como Togishi (ep 5).
- Líos de Pingüino como Arashiyama.
- Mnemosyne como el Director Nakayama (ep 1) y Mary (ep 3).
- Net Ghost PiPoPa como Kenta Akiyama.
- Sands of Destruction como Padrone (ep 1).

2009
- Darker than Black: Ryūsei no Gemini como Yūsuke Saitō.
- Fullmetal Alchemist: Brotherhood como Jelso.
- Hajime no Ippo: New Challenger como Morris West.
- Phantom: Requiem for the Phantom como Daisuke Godo.

2010
- Bakuman como Takurō Nakai.
- Iron Man como Ichirō Masuda.
- Kiss×sis como Otosan.
- Rainbow - Nisha Rokubō no Shichinin como Jailer (ep 8).

2011
- Appleseed XIII como Diomedes (ep 8).
- Bakuman 2 como Takurō Nakai.
- Gosick como el Rey Rupert de Gille.
- Guilty Crown como Guen (eps 1-2).
- Inazuma Eleven GO como Kanehira Tassei y Kondō Keiji.
- Mitsudomoe Zōryōchū! como Jigokku (ep 1) y Junji Yoshioka (ep 6).
- Usagi Drop como Hidaka (eps 2-4).

2012
- Bakuman 3 como Takurō Nakai.
- Magi: The Labyrinth of Magic como S Nando.
- Smile PreCure! como Wolfrun.

2013
- Gifū Dōdō!! Kanetsugu to Keiji como Honda Tadakatsu (ep 16).
- Magi: The Kingdom of Magic como S Nando.
- Shingeki no Kyojin como Kitz Weilmann.
- Tenkai Knights como Brutus y el Sr. Ogami.
- Tokyo Ravens como Takahiro Tsuchimikado.

2014
- Captain Earth como Shibuya (ep 1).
- Fate/kaleid liner Prisma Illya 2wei! como Gōto Gakumazawa (eps 2, 5).
- Nanatsu no Taizai como Dana.

2015
- Akagami no Shirayuki-hime como el Marqués Haruka.
- Kekkai Sensen como Artie (ep 10).

2016
- Akagami no Shirayuki-hime 2 como el Marqués Haruka.
- Divine Gate como Pavolv.

### OVAs
2002
- Shiritsu Araiso Koutougakkou Seitokai Shikkoubu como Toshihiko Murota.

2003
- Triangle Heart: Sweet Songs Forever como Jeffrey Ray (eps 1, 4).

2005
- Ichigo 100% como Shikibu (ep 3).
- School Rumble - Clases Extra como Noboru Tennōji (ep 1).

2006
- Fullmetal Alchemist: Chibi Party como Heymans Breda.
- Fullmetal Alchemist: Siete homúnculos vs. Alquimistas estatales como Heymans Breda.

2008
- Kiss×sis como Otosan.

2009
- Saint Seiya: The Lost Canvas - Hades Mythology como Stand de Escarabajo Mortal.

2010
- Mobile Suit Gundam Unicorn como Helm Compass.

### Películas
2005
- Fullmetal Alchemist: Conquistador de Shamballa como Heymans Breda.

2007
- Mukō Hadan como Isogai.

2009
- Kōkyō Shihen Eureka Seven: Pocket ga Niji de Ippai como Jobs.

### Vomic
- Toriko como Zonge.

### CD Drama
- Bara no Maria como Vinbarnel.

### Videojuegos
- Call of Duty: Modern Warfare 3 como Waraabe.
- Hot Shots Tennis como Will.
- Luminous Arc 2 como Wendell/Bharva.
- Ni no Kuni: La ira de la Bruja Blanca como Gallus.
- Phantom of Inferno como Daisuke Godo.
- Samurai Shodown V como Sankuro Yorozu.
- Suikoden IV como Lino En KuldesLino En Kuldes.
- Unlimited Saga como Basil Galeos y Nuage.
- Wild Arms 5 como Greg Russellberg.

### Doblaje
- Juego de tronos como Davos Seaworth.
- Lost como Michael Dawson.